# Oblężenie Poznania (1331)
Oblężenie Poznania miało miejsce prawdopodobnie w dniach 5 – 11 października 1331 w czasie wojny polsko-krzyżackiej. Zwycięstwo pod Płowcami dało Polakom możliwość odparcia spóźnionego – z powodu wyprawy do Włoch – najazdu Jana Luksemburskiego. Wojska czeskie opuściły Śląsk na początku października 1331. Wyposażona w machiny oblężnicze armia pojawiła się dnia 5 października pod Poznaniem, rozpoczynając oblężenie miasta. Wobec silnego oporu obrońców, po 6 dniach bezskutecznych szturmów Jan Luksemburski zawarł z wysłannikami Władysława Łokietka rozejm na jeden miesiąc, po czym zwinął oblężenie miasta powracając na Śląsk.